# Корнице
Корнице (чеш. Kornice) — деревня в Чехии, административная часть города Литомишля. Она находится на 383 м высоком холме Главнёв (чеш. Hlavňov), в двух милях к северу от Литомишля. Население около 150 человек.

## История
Люди жили здесь с последнего ледникового периода. В конце XII века появилась первое письменное упоминание о деревне под названием Домашице (чеш. Domašice) в поле Накорницег (чеш. Nakorniceh). Домашице, вероятно, к XIII веку стало находиться на месте современного поселения. Корнице в первый раз упоминается в 1347 году. До 1848 года поселение было частью Литомишля. С 1850 года Корнице стало относиться к общине Вельке-Седлиште, однако в 1898 году стало самостоятельным муниципальным образованием. С 1976 года Корнице официально является частью города Литомишля.

## Достопримечательности

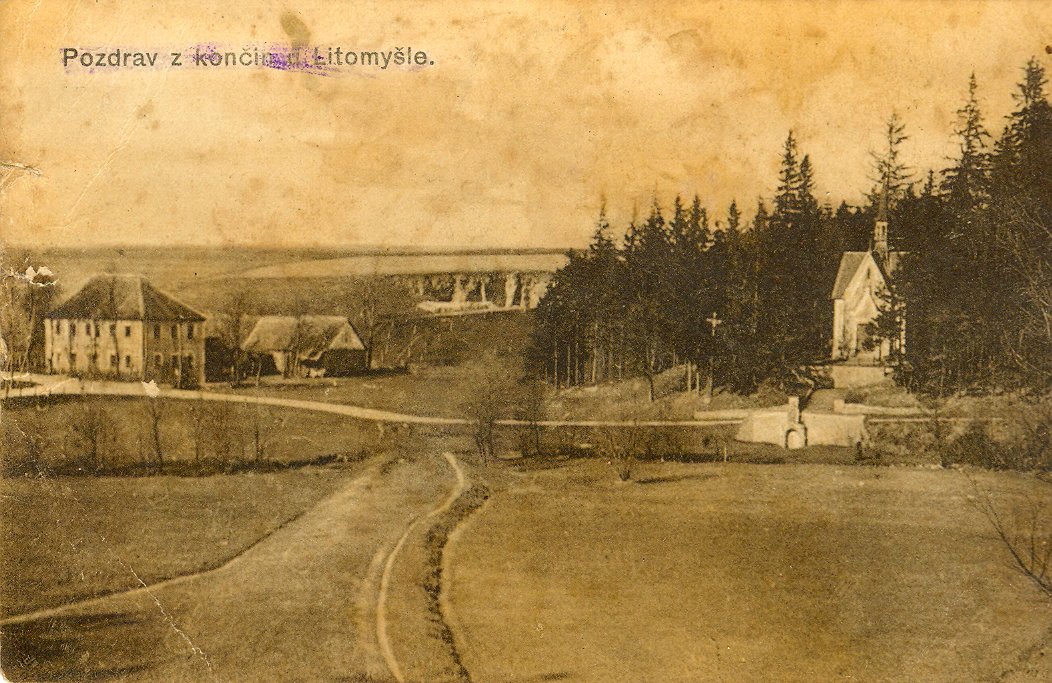
Кончины около 1910

Есть две часовни в неоготическом стиле (1873 и 1886): первая на деревенской площади, а другая в лесу Кончины (чеш. Končiny), выше источника, считающегося некоторыми целебным.

## Население
| Год  | Численность | Численность |
| ---- | ----------- | ----------- |
| 1869 | 208         | [ 4 ]       |
| 1880 | 206         | [ 4 ]       |
| 1890 | 221         | [ 4 ]       |
| 1900 | 211         | [ 4 ]       |
| 1910 | 208         | [ 4 ]       |
| 1921 | 192         | [ 4 ]       |
| 1930 | 182         | [ 4 ]       |
| 1950 | 146         | [ 4 ]       |
| 1961 | 152         | [ 4 ]       |
| 1970 | 139         | [ 4 ]       |
| 1980 | 153         | [ 4 ]       |
| 1991 | 147         | [ 4 ]       |
| 2001 | 150         | [ 4 ]       |
| 2011 | 144         | [ 4 ]       |
| 2021 | 137         | [ 3 ]       |